# أندريا زانكيتا
أندريا زانكيتا (بالإيطالية: Andrea Zanchetta)‏ (2 فبراير 1975 بغاليانيكو في إيطاليا - ) هو لاعب كرة قدم إيطالي في مركز الوسط. لعب مع إنتر ميلان وكييفو فيرونا ونادي ريجينا ونادي فوجيا ونادي فيتشينزا ونادي كريمونيسي ونادي ليتشي.

## روابط خارجية
- أندريا زانكيتا على موقع قاعدة بيانات كرة القدم.إي يو (الإنجليزية)
- أندريا زانكيتا على موقع عالم كرة القدم.نت (الإنجليزية)